# Kronowo (Ryn)
Kronowo (deutsch Kronau) ist der gemeinsame Name eines Dorfes (polnisch wieś) und einer Siedlung (osada) in der polnischen Woiwodschaft Ermland-Masuren. Beide sind Teil der Stadt- und Landgemeinde Ryn (Rhein) im Powiat Giżycki (Kreis Lötzen).

## Geographische Lage
Das Dorf mit der Siedlung Kronowo liegt am Westufer des Deyguhnsees (polnisch Jezioro Dejguny) im nördlichen Osten der Woiwodschaft Ermland-Masuren, 13 Kilometer westlich der Kreisstadt Giżycko (Lötzen).

## Geschichte
Im Jahre 1477 wurde das vormalige Kronau gegründet. 1785 als Cronau und köllmisches Dorf mit 14 Feuerstellen, 1818 ebenso mit 15 Feuerstellen und 100 Einwohnern erwähnt, fand das Dorf 1874 Aufnahme in den neu errichteten Amtsbezirk Groß Stürlack (polnisch Sterławki Wielkie), der bis 1945 bestand und zum Kreis Lötzen im Regierungsbezirk Gumbinnen – 1905 bis 1945: Regierungsbezirk Allenstein – in der preußischen Provinz Ostpreußen gehörte.
Aufgrund der Bestimmungen des Versailler Vertrags stimmte die Bevölkerung im Abstimmungsgebiet Allenstein, zu dem Kronau gehörte, am 11. Juli 1920 über die weitere staatliche Zugehörigkeit zu Ostpreußen (und damit zu Deutschland) oder den Anschluss an Polen ab. In Kronau stimmten 220 Einwohner für den Verbleib bei Ostpreußen, auf Polen entfielen keine Stimmen.
240 Einwohner waren im Jahr 1910 in Kronau registriert. Ihre Zahl belief sich 193 auf 245 und stieg bis 1939 auf 262. Am 1. Oktober 1939 vergrößerte sich Kronau um die Gemeinde Birkensee (bis 1929 Grzybowen, polnisch Grzybowo), die eingemeindet wurde.
In Kriegsfolge kam der Ort 1945 mit dem gesamten südlichen Ostpreußen zu Polen und erhielt die polnische Namensform „Kronowo“. Wenige hundert Meter südwestlich des Dorfes wurde eine Siedlung gleichen Namens angelegt. Kronowo ist heute Sitz eines Schulzenamtes (polnisch sołectwo), in das auch der Ort Grzybowo einbezogen ist. Somit bildet es einen Ortsteil innerhalb des Stadt- und Landgemeinde Ryn (Rhein) im Powiat Giżycki (Kreis Lötzen), vor 1998 der Woiwodschaft Suwałki, seither der Woiwodschaft Ermland-Masuren zugehörig.

## Religionen
Kronau war bis 1945 in die Evangelische Pfarrkirche Groß Stürlack in der Kirchenprovinz Ostpreußen der Kirche der Altpreußischen Union und in die Katholische Pfarrkirche St. Bruno Lötzen im Bistum Ermland eingepfarrt.
Heute ist Kronowo Teil der Katholischen Pfarrei Sterławki Wielkie im Bistum Ełk (Lyck) der Römisch-katholischen Kirche in Polen bzw. der Evangelischen Kapellengemeinde in Sterławki Wielkie, die zur Pfarrei in Ryn in der Diözese Masuren der Evangelisch-Augsburgischen Kirche in Polen gehört.

## Verkehr
Kronowo ist über Nebenstraßen erreichbar, die von der polnischen Woiwodschaftsstraße DW 592 (frühere deutsche Reichsstraße 135) bei Sterławki Wielkie (Groß Stürlack) bzw. Martiany (Mertenheim) abzweigen und in den Ort führen. 
Sterławki Wielkie und Martiany sind auch die nächsten Bahnstationen und liegen an der Bahnstrecke Głomno–Białystok der Polnischen Staatsbahn (PKP).